# Persatuan Sepakbola Indonesia Semarang
El Persatuan Sepakbola Indonesia Semarang, més conegut com a PSIS Semarang, és un club de futbol indonesi de la ciutat de Semarang, Java Central.

## Història
El Persatuan Sepakbola Indonèsia Semarang (PSIS), és un dels equips mes antics d'Indonesia. Es va fundar el 1932. Abans de dir-se PSIS el equip de futbol era conegut com Voetbalbond Indonèsia Semarang. Aquest equip juga a la Lliga 1, la lliga mes important del país que juguen.

## Jugadors
| No. | Pos. | Nació | Jugador                         |
| --- | ---- | ----- | ------------------------------- |
| 4   | DF   | BRA   | Wallace Costa (capità)          |
| 5   | DF   | IDN   | Wahyu Prasetyo                  |
| 7   | MF   | IDN   | Andreas Ado                     |
| 8   | MF   | IDN   | Reza Irfana                     |
| 10  | MF   | PLE   | Jonathan Cantillana             |
| 11  | DF   | IDN   | Pratama Arhan                   |
| 12  | MF   | IDN   | Nerius Alom                     |
| 14  | DF   | IDN   | Riyan Ardiansyah                |
| 16  | MF   | IDN   | Finky Pasamba                   |
| 17  | DF   | IDN   | Rio Saputro                     |
| 18  | MF   | IDN   | Damas Damar Jati                |
| 19  | DF   | IDN   | Alfeandra Dewangga              |
| 20  | FW   | IDN   | Riski Fajar Saputra             |
| 21  | MF   | IDN   | Raka Askara                     |
| 22  | FW   | IDN   | Hari Nur Yulianto (vice-capità) |
| 23  | DF   | IDN   | Syiha Buddin                    |

| No. | Pos. | Nació | Jugador                           |
| --- | ---- | ----- | --------------------------------- |
| 24  | FW   | IDN   | Bahril Fahreza                    |
| 26  | DF   | IDN   | Aqsha Saniskara                   |
| 28  | DF   | IDN   | Kartika Vedhayanto                |
| 29  | MF   | IDN   | Septian David Maulana (3r capità) |
| 30  | GK   | IDN   | Jandia Eka Putra                  |
| 32  | MF   | ARG   | Brian Ferreira                    |
| 33  | GK   | IDN   | Joko Ribowo                       |
| 44  | MF   | IDN   | Eka Febri Setiawan                |
| 46  | DF   | IDN   | Fredyan Wahyu                     |
| 72  | DF   | IDN   | Frendi Saputra                    |
| 81  | MF   | IDN   | Fandi Eko Utomo                   |
| 88  | GK   | IDN   | Arifin Setyadi                    |
| 91  | FW   | BRA   | Bruno Silva                       |
| 95  | FW   | IDN   | Komarodin                         |
| 98  | GK   | IDN   | Fuad Hasanudin                    |

## Estaf tècnic
| Position         | Staff                 |
| ---------------- | --------------------- |
| General Manager  | Wahyu Winarto         |
| Team Manager     | Fardhan Nandana       |
| Head Coach       | Ian Gillan            |
| Assistant Coach  | Achmad Resal Octavian |
| Goalkeeper Coach | I Komang Putra        |
| Team Doctor      | dr. Alfan Nur Asyhar  |
| Physiotherapy    | Muhammad Ali Ramdhani |
| Masseur          | Afif Prasetiawan      |
| Kitman           | Sugiyono              |

## Palmarès
- Lliga indonèsia de futbol: 
  - 1998/99
- Lliga amateur indonèsia de futbol: 
  - 1987
- Lliga d'Indonèsia - First Division
  - 2001